# Hypolimnas antevorta
Hypolimnas antevorta is een vlinder uit de familie van de Nymphalidae. De wetenschappelijke naam voor deze soort is voor het eerst voorgesteld als Diadema antevorta door William Lucas Distant in een publicatie uit 1880.

## Verspreiding en leefgebied
Deze vlindersoort komt voor in de bergbossen van Noordoost-Tanzania op ongeveer 1000 meter boven zeeniveau.

## Waardplanten
De rups leeft op soorten van de brandnetelfamilie (Urticaceae) waaronder Scepocarpus hypselodendron (Hochst. ex A.Rich.) T.Wells & A.K.Monro en Scepocarpus sansibaricus (Engl.) T.Wells & A.K.Monro en soorten van het geslacht Laportea.